# Калачёвка (Саргатский район)
Калачёвка — деревня в Саргатском районе Омской области. Входит в Увалобитиинское сельское поселение.

## География
Деревня расположена в 2,5 км от реки Иртыш (на его левом берегу), в 92 км к северу от Омска, в 9 км южнее административного центра района пгт. Саргатское и в 5 км севернее села Увальная Бития.
В 1 км от деревни проходит трасса Р392 (Омск (а/д Р402) — Тара) по которой осуществляется транспортное сообщение с Омском, пгт. Саргатское, Большеречье, городом Тарой.

## История
Посёлок Калачёвский основан в 1893 году переселенцами из Симбирской, Самарской и Черниговской губерний. По опросу на 12 сентября 1893 года посёлок состоял из 31 двора (94 души мужского пола и 77 женского пола.
Место основания посёлка было выбрано удачно:

Участок весь ровный, степной, с некоторым уклоном к реке Иртыш, от которого он тянется лентой вёрст на 8 к северу. От Иртыша тянется на версту на всю ширину надела заливной луг, испещрённый небольшими озерками и заканчивающийся лёгким подъёмом (на левом берегу реки), на котором и разбивается посёлок, в одну улицу, параллельно реке.
В начале 20 века население посёлка значительно выросло и к 1914 году составляло 626 человек.
По данным переписи населения 1926 в деревне насчитывалось 175 дворов (хозяйств) и проживало 984 человека

## Население
| 1926 | 2010 |
| ---- | ---- |
| 984  | ↘139 |